# Robert S. Farrell
Robert S. Farrell junior (* um 1906; † 28. Oktober 1947 im Lake County, Oregon) war ein US-amerikanischer Politiker (Republikanische Partei).

## Werdegang
Über Robert Farrell ist nicht viel bekannt. Er lebte in Portland (Oregon). Während des Zweiten Weltkrieges nahm er 1940 und 1944 als Delegierter für Oregon an den Republican National Conventions teil. Farrell wurde 1941 zum Speaker im Repräsentantenhaus von Oregon gewählt. Von 1943 bis zu seinem Tod 1947 war er Secretary of State von Oregon. Er verstarb zusammen mit Gouverneur Earl Snell und dem Präsidenten des Staatssenats, Marshall E. Cornett, bei einem Flugzeugabsturz, als sie zu einem Jagdausflug im südlichen Oregon unterwegs waren. Das kleine Flugzeug stürzte am 28. Oktober 1947 bei einem Sturm in der Nähe von Dog Lake im Lake County ab. Seine Beisetzung fand auf dem River View Cemetery in Portland statt.